# Lijst van oorlogsmonumenten in Beek
De Nederlandse gemeente Beek heeft 9 oorlogsmonumenten. Hieronder een overzicht.
| Nr.  | Object                                   | Herdachte groep                                  | Ontwerper                       | Onthulling       | Type               | Locatie                        | Plaats   | Coördinaten                   | Foto                                     |
| ---- | ---------------------------------------- | ------------------------------------------------ | ------------------------------- | ---------------- | ------------------ | ------------------------------ | -------- | ----------------------------- | ---------------------------------------- |
| 1637 | Sint-Hubertusbeeld                       | algemeen                                         | Frans Timmermans                | 30 mei 1955      | beeld/sculptuur    | Hubertusstraat 61, 6191 PB     | Beek     | 50° 55' 43" NB, 5° 49' 7" OL  |                                          |
| 1638 | Bevrijdingsmonument                      | algemeen                                         | Charles Vos                     | 15 augustus 1947 | beeld/sculptuur    | Hoolstraat 21-24, 6191 TV      | Beek     | 50° 56' 24" NB, 5° 48' 10" OL |                                          |
| 1641 | Bevrijdingsmonument                      | algemeen                                         | Jean Weerts                     | 31 maart 1946    | beeld/sculptuur    | Aldenhofstraat, 6191 GP        | Neerbeek | 50° 57' 6" NB, 5° 48' 57" OL  | Bevrijdingsmonument                      |
| 1857 | Het Onverzettelijke                      | burgerslachtoffers                               | Arthur Spronken (20-07-1930)    |                  | beeld/sculptuur    | Burg. Janssenstraat, 6191 JB   | Beek     | 50° 56' 23" NB, 5° 47' 55" OL |                                          |
| 1858 | Monument voor de Gedeporteerde Zigeuners | vervolgden Nederland                             | Mathieu van Kampen (29-03-1938) | 16 mei 1993      | zuil               | Stegen 35, 6191 TR             | Beek     | 50° 56' 16" NB, 5° 47' 54" OL | Monument voor de Gedeporteerde Zigeuners |
| 2738 | Drieluik voor Edith Stein                | vervolgden Nederland                             |                                 |                  | overig             | Burg. Janssenstraat 9, 6191 JB | Beek     | 50° 56' 20" NB, 5° 47' 48" OL |                                          |
| 2739 | Joods monument                           | vervolgden Nederland                             | Francisca Zijlstra              |                  | beeld/sculptuur    | Burgemeester Janssenstraat     | Beek     | 50° 56' 23" NB, 5° 47' 55" OL | Joods monument                           |
| 3128 | Plaquette in de Molenstraat              | burgerslachtoffers, vervolgden Nederland, overig |                                 |                  | plaquette          | Molenstraat, 6191 KN           | Beek     | 50° 56' 15" NB, 5° 47' 36" OL |                                          |
| 3626 | Grafmonument van de familie Cohen        | vervolgden Nederland                             |                                 | 1 september 1998 | begraafplaats/graf | Putbroekerweg, 6191 PL         | Beek     | 50° 55' 48" NB, 5° 48' 42" OL |                                          |
|      | Stolpersteine                            | vervolgden Nederland.                            | Gunter Demnig                   |                  | reliëf             |                                | Beek     |                               |                                          |

Beek ·
Beekdaelen ·
Beesel ·
Bergen ·
Brunssum ·
Echt-Susteren ·
Eijsden-Margraten ·
Gennep ·
Gulpen-Wittem ·
Heerlen ·
Horst aan de Maas ·
Kerkrade ·
Landgraaf ·
Leudal ·
Maasgouw ·
Maastricht ·
Meerssen ·
Mook en Middelaar ·
Nederweert ·
Peel en Maas ·
Roerdalen ·
Roermond ·
Simpelveld ·
Sittard-Geleen ·
Stein ·
Vaals ·
Valkenburg aan de Geul ·
Venlo ·
Venray ·
Voerendaal ·
Weert